# Geronimo I
Geronimo I, nato Hieronymos Kotsonis, Ιερώνυμος Κοτσώνης (in greco: Ιερώνυμος Α´; Ysternia, 1º maggio 1905 – Atene, 15 novembre 1988), è stato un arcivescovo ortodosso e monaco cristiano greco, arcivescovo di Atene e di tutta la Grecia e primate della Chiesa di Grecia dal 1967 alla sua deposizione nel 1973.

## Biografia
Kotsonis nacque sull'isola di Tino nel 1905 da una famiglia di marinai. Suo padre, da cui riprese il nome, morì sei mesi prima della sua nascita. 
Trascorse la sua infanzia a Tino e Sifanto, poi si recò ad Atene, dove completò gli studi ecclesiastici. Nel 1924 entrò nella facoltà di teologia dell'Università di Atene, dove si laureò con lode nel 1928. In seguito fu segretario dell'arcivescovo di Atene Crisostomo I, nonché direttore del dipartimento per l'infanzia del Seminario teologico di Atene. Nel 1934 continuò i suoi studi in Germania e nel Regno Unito, con l'aiuto di una borsa di studio del lascito Manousis. 
In seguito, si unì alla Confraternita di teologi "Η Ζωή" e il capo di essa, l'archimandrita Serafino Papakostas, lo segnalò all'allora arcivescovo di Atene, Crisanzio. Fu quindi ordinato monaco presso il monastero di Asomaton Petrakis e il 4 gennaio 1939 fu ordinato diacono. Divenne secondo segretario del Santo Sinodo della Chiesa di Grecia.
Nel 1940 fu proclamato dottore dalla Scuola teologica di Atene e il 23 giugno dello stesso anno fu ordinato presbitero ed archimandrita. Fu poi nominato vicario della chiesa di San Demetrio a Kifissia e poi commissario arcivescovile generale della regione di Kifissia, che a quel tempo dipendeva dall'arcidiocesi di Atene.
Dal 1939 al 1941 fu anche direttore della rivista "Ekklisia" pubblicazione mensile della Chiesa di Grecia. 
Il governo di occupazione lo estromise dall'incarico di segretario del Sinodo e l'arcivescovo Crisanzio, poco prima di essere deposto, lo nominò vicario della cappella dell'ospedale Evangelismos. In seguito si ritirò e si dedicò allo studio e alla scrittura. 
Nel 1945 presentò la sua candidatura alla Facoltà teologica per ottenere la posizione di professore associato, ma nel 1946 ritirò la sua candidatura per protesta. Nel 1949 fu nominato sommo sacerdote del Palazzo, posizione mantenuta fino alla sua elezione ad arcivescovo.
Nel settembre 1959 fu eletto professore di diritto canonico e pastorale presso la Facoltà teologica dell'Università di Salonicco. Allo stesso tempo, sviluppò una ricca opera letteraria e fu insignito della croce d'oro dell'Ordine di San Giorgio e San Costantino. 

### Arcivescovo di Atene
Dopo il colpo di Stato del 21 aprile 1967, i colonnelli, appena giunti al potere, decisero di destituire l'arcivescovo Crisostomo II, già anziano e con problemi di salute. Quando, il 28 aprile, l'arcivescovo fu colto da un malore durante la processione del Venerdì Santo, un funzionario gli consegnò una lettera di dimissioni, cui però Crisostomo si oppose. Allora, il governo di Kōnstantinos Kollias il 10 maggio 1967 emanò una legge con cui si dichiarò decaduto Crisostomo II e si nominò un "Sinodo aristideo", composto di otto metropoliti (nominati il giorno seguente tramite decreto reale), per eleggerne il successore. Sotto la supervisione di Geōrgios Papadopoulos, il 13 maggio il Sinodo elesse Geronimo nuovo arcivescovo di Atene e di tutta la Grecia. Il giorno seguente fu ordinato vescovo, mentre il 17 maggio si insediò ufficialmente sulla cattedra arcivescovile.
Durante il suo mandato non poté opporsi alle ingerenze della dittatura, che rimosse i metropoliti considerati ostili. In quel periodo, inoltre, impedì una visita dei rappresentanti del Consiglio ecumenico delle Chiese e non si schierò mai pubblicamente contro l'utilizzo della tortura sugli oppositori del regime, finendo per essere identificato come portavoce dei colonnelli.
Allo stesso tempo, riorganizzò l'opera caritativa della Chiesa greca e abolì la quota monetaria obbligatoria per la celebrazione dei sacramenti del battesimo, del matrimonio e dei riti funebri.
Il 25 novembre 1973 un nuovo colpo di Stato ad opera di Dimitrios Ioannidis rovesciò il governo dei colonnelli, imponendo Faidōn Gkizikīs come nuovo presidente. Il suo giuramento (e quello del governo di Adamantios Androutsopoulos) avvenne alla presenza del metropolita di Giannina Serafino, il quale non era però dotato del permesso dell'arcivescovo, avendo così compiuto il reato canonico di intrusione. Geronimo I richiese l'imposizione delle pene previste dal diritto canonico, ma fu costretto alle dimissioni dalla carica di arcivescovo, essendo anch'egli stato eletto in maniera non canonica. 
Il Santo Sinodo si riunì nel gennaio seguente, eleggendo come successore lo stesso Serafino di Giannina.
Dopo le dimissioni, si ritirò nel villaggio natale, dove morì nel 1988. Fu sepolto nel locale monastero ortodosso di Asomaton Petrakis.